# بن دیویس
بِنجامین دِیویس (به انگلیسی: Benjamin Davis؛ زادهٔ ۶ سپتامبر ۱۹۶۱) فیلم‌بردار اهل بریتانیا است.

## فیلم‌شناسی
| سال  | نام                              | کارگردان           | سِمَت       |
| ۲۰۰۲ | میراندا                          | مارک ماندن         | فیلم‌بردار |
| ۲۰۰۴ | کیک لایه‌ای                       | متیو وان           | فیلم‌بردار |
| ۲۰۰۵ | تصور کن من و تو                  | اول پارکر          | فیلم‌بردار |
| ۲۰۰۷ | خیزش هانیبال                     | پیتر وبر           | فیلم‌بردار |
| ۲۰۰۸ | گرد ستاره                        | متیو وان           | فیلم‌بردار |
| ۲۰۰۷ | سرزمین باکره‌ها                   | دیوید لیلند        | فیلم‌بردار |
| ۲۰۰۸ | آتش‌زا                            | شارون مگوایر       | فیلم‌بردار |
| ۲۰۰۹ | فرنکلین                          | جرالد مک‌مارو       | فیلم‌بردار |
| ۲۰۱۰ | کیک-اس                           | متیو وان           | فیلم‌بردار |
| ۲۰۱۰ | تامارا درو                       | استیون فریرز       | فیلم‌بردار |
| ۲۰۱۰ | بدهی                             | جان مدن            | فیلم‌بردار |
| ۲۰۱۱ | تشریفات مذهبی                    | میکل هوفسترم       | فیلم‌بردار |
| ۲۰۱۱ | بهترین هتل عجیب مریگولد          | جان مدن            | فیلم‌بردار |
| ۲۰۱۲ | هفت روانی                        | مارتین مک‌دونا      | فیلم‌بردار |
| ۲۰۱۲ | خشم تایتان‌ها                     | جاناتان لیبسمن     | فیلم‌بردار |
| ۲۰۱۳ | مهلت یک ساله                     | دن مازر            | فیلم‌بردار |
| ۲۰۱۴ | مسیر طولانی سقوط                 | پاسکال شومی        | فیلم‌بردار |
| ۲۰۱۴ | نگهبانان کهکشان                  | جیمز گان           | فیلم‌بردار |
| ۲۰۱۴ | پیش از آن‌که بخوابم               | روان جافه          | فیلم‌بردار |
| ۲۰۱۵ | انتقام‌جویان: عصر اولتران         | جاس ویدون          | فیلم‌بردار |
| ۲۰۱۶ | دکتر استرنج                      | اسکات دریکسون      | فیلم‌بردار |
| ۲۰۱۶ | نابغه                            | مایکل گرندیج       | فیلم‌بردار |
| ۲۰۱۷ | سه بیلبورد خارج از ابینگ، میزوری | مارتین مک‌دونا      | فیلم‌بردار |
| ۲۰۱۹ | دامبو                            | تیم برتون          | فیلم‌بردار |
| ۲۰۱۹ | کاپیتان مارول                    | آنا بودن رایان فلک | فیلم‌بردار |
| ۲۰۲۱ | جاودانگان                        | کلویی ژائو         | فیلم‌بردار |
| ۲۰۲۱ | ماچوی گریان                      | کلینت ایستوود      | فیلم‌بردار |
| ۲۰۲۱ | کینگزمن                          | متیو وان           | فیلم‌بردار |
| ۲۰۲۲ | بنشی‌های اینیشرین                 | مارتین مک‌دونا      | فیلم‌بردار |
| ۲۰۲۲ | پلیس من                          | مایکل گرندیج       | فیلم‌بردار |
| ۲۰۲۴ | کریون شکارچی                     | جی. سی. چاندور     | فیلم‌بردار |
| ۲۰۲۵ | رئیس‌های دولت                     | ایلیا نایشولر      | فیلم‌بردار |
| ---- | -------------------------------- | ------------------ | --------- |